# District historique de Sugarloaf Fire Tower
Ne doit pas être confondu avec Sugarloaf Peak Lookout.
Le district historique de Sugarloaf Fire Tower – ou Sugarloaf Fire Tower Historic District en anglais – est un district historique du comté de Stone, dans l'Arkansas, aux États-Unis. Centré autour d'une tour de guet, il est protégé au sein de la forêt nationale d'Ozark-St. Francis. Il est inscrit au Registre national des lieux historiques depuis le 11 septembre 1995.